# Городище (Негорельский сельсовет)
Городи́ще (бел. Гарадзішча) — посёлок в составе Негорельского сельсовета Дзержинского района Минской области Беларуси. Деревня расположена в 17 километрах от Дзержинска, 46 километрах от Минска и 5 километрах от железнодорожного остановочного пункта Энергетик.

## Название
Название городище (бел. гарадзішча) обозначает поселение на месте какого-то городка, городьбы, также остатки древнего поселения. Слово встречается и в других славянских языках и неоднократно значится в русских летописях. Возникновение городищ обычно связывают с эпохой патриархально-общинного строя и переходом к скотоводческо-земледельческому хозяйству, когда накопление некоторых запасов зерна и другого продовольствия потребовало защиты, укреплений. Славянские городища чаще всего относятся к VIII—XIII векам. Всего на территории Беларуси 39 поселений носит название Городище

## История
Известна со 2-й половины XVI века в Минском повете Минского воеводства Великого княжества Литовского. В 1588 году — застенок боярина Г.Гайдука, 1 волока земли, в составе имения Станьково.
После второго раздела Речи Посполитой (1793) в составе Российской империи. В 1800 году — деревня; 4 двора, 26 жителей, владение князя Доминика Радзивилла, в Минском уезде Минской губернии. В конце XIX века—начале XX века в Койдановской волости того же уезда. В 1897 году, по данным всероссийской переписи в деревне 24 жителя. В 1917 году — 37 жителей.
С 9 марта 1918 года в составе провозглашённой Белорусской Народной Республики, однако фактически находилась под контролем германской военной администрации. С 1 января 1919 года в составе Советской Социалистической Республики Белоруссия, а с 27 февраля того же года в составе Литовско-Белорусской ССР, летом 1919 года деревня была занята польскими войсками, после подписания рижского мира — в составе Белорусской ССР.
С 20 августа 1924 года в составе Негорельского сельсовета (в 1932—1936 годах — национальном польском сельсовете) Койдановского, затем Дзержинского района Минского округа. С 31 июля 1937 года по 4 февраля 1939 года в составе Минского района, с 20 февраля 1938 года в составе Минской области. В 1926 году в деревне насчитывалось 4 двора, 12 жителей, в лесной сторожке — 7 дворов, 35 жителей. В годы коллективизации был организован колхоз им. Николая Островского, обслуживаемый Негорельской МТС. Также работала шорная мастерская.
В Великую Отечественную войну с 28 июня 1941 года по 7 июля 1944 года находилась под немецко-фашистской оккупацией.
В 1948 году был организован Негорельский учебно-опытный лесхоз, закрепленный в качестве учебно-опытной базы за Белорусским лесотехническим институтом им. С.М. Кирова (ныне — Белорусский государственный технологический университет) для проведения учебных, производственных, преддипломных практик студентов, а также выполнения опытной и научно-исследовательской работы сотрудниками и студентами института. Общая площадь лесхоза — 17107,6 га, на которой расположены охотничье хозяйство, 1 питомник, музей природы (открыт в 1968 году), производственно-техническая база, ботанический сад площадью 25 га, насчитывающий более 600 видов древесно-кустарниковых пород многих стран мира.
В посёлке Городище были построены учебно-лабораторный корпус, учебные лаборатории лесохозяйственного факультета и факультета технологии и техники лесной промышленности, метеостанция, газовая котельная, газопровод, очистные сооружения, механизированный нижний склад, цех столярных изделий и обработки древесины, стадион, теплица. Реконструированы общежития и ботанический сад, что позволило организовать на базе последнего учебный процесс.

## Население
| 26    | ↘ 24  | ↘ 18  | ↗ 37  | ↗ 47  | ↗ 183 | ↘ 166 |
| 2010  | 2017  | 2018  | 2020  | 2022  |       |       |
| ↘ 161 | ↘ 146 | ↘ 141 | → 141 | ↘ 135 |       |       |

## Улицы
По состоянию на ноябрь 2019 года в посёлке Городище насчитывается 7 улиц:
- Зелёная улица (бел. Зялёная вуліца);
- Садовая улица (бел. Садовая вуліца);
- Лесная улица (бел. Лясная вуліца);
- улица Питомник (бел. вуліца Пітомнік)
- улица Набережная(бел. Набярэжная вуліца)
- Парковая улица(бел. Паркавая вуліца)
- Ботаническая улица(бел. Батанічная вуліца)